# Gerhard Reinert (Diplomat)
Gerhard Reinert (* 24. Januar 1928; † 1. August 2005) war ein deutscher Diplomat. Er war Botschafter der DDR in der Ungarischen Volksrepublik und in der Volksrepublik Bulgarien.

## Leben
Reinert, als Sohn einer Arbeiterfamilie geboren, war Reichsbahnangestellter und Funktionär der Freien Deutschen Jugend (FDJ). Von 1950 bis 1955 war er Mitarbeiter der Abteilung Agitation und Propaganda im Zentralrat der FDJ. Er wurde Mitglied der Sozialistischen Einheitspartei Deutschlands.
1955 trat er in den Diplomatischen Dienst der DDR. Von 1955 bis 1957 war er Mitarbeiter im Ministerium für Auswärtige Angelegenheiten der DDR (MfAA). Er absolvierte ein Fernstudium an der Deutschen Akademie für Staats- und Rechtswissenschaft in Potsdam-Babelsberg mit Abschluss als Diplom-Staatswissenschaftler und war von 1958 bis 1962 in leitenden Funktionen im Ausland tätig, unter anderem wirkte er als Zweiter Sekretär an der Botschaft der DDR in Budapest. Von 1962 bis 1964 war er Sektionsleiter im MfAA, studierte anschließend 1965/1966 an der Diplomatenakademie in Moskau. Von 1967 bis 1970 war er erneut Mitarbeiter im MfAA, dort unter anderem stellvertretender Leiter der Zweiten Europäischen Abteilung („Benachbarte Länder“). Von 1970 bis 1974 war er als Botschaftsrat an der Botschaft der DDR in Prag tätig und war dort zeitweise auch Geschäftsträger. Von 1974 bis 1979 war Reinert Botschafter der DDR in Budapest, dann von 1979 bis 1981 Leiter der Arbeitsgruppe RGW im MfAA. Von 1981 bis 1983 war er Botschafter der DDR in Sofia. Ab 1983 war er wieder als Leiter der Arbeitsgruppe RGW im MfAA tätig.

## Schriften
- Erfolgreiches Zusammenwirken in RGW – Bedeutender Beitrag zur allseitigen Stärkung der Positionen des Sozialismus. In: Deutsche Außenpolitik, 25. Jg. (1980), Heft 9, S. 5–14.

## Auszeichnungen
- Vaterländischer Verdienstorden in Bronze und in Silber (1988)
- Verdienstmedaille der DDR